# Canal Saint-Denis
Le canal Saint-Denis est un canal long de 6,6 km qui relie le canal de l'Ourcq, dans le 19e arrondissement de Paris, à la section de la Seine située sur la commune de Saint-Denis.
Traversant également la commune d'Aubervilliers, il constitue avec le canal de l'Ourcq, le bassin de la Villette et le canal Saint-Martin, un élément du réseau des canaux parisiens, long de 130 km, appartenant à la Ville de Paris.

## Historique
Par son décret du 29 floréal an X (19 mai 1802), Napoléon Bonaparte ordonne la création du réseau des canaux parisiens, et, en particulier, qu’il sera ouvert un canal de déviation qui partira de la Seine, au-dessous du bassin de l'Arsenal, se rendra dans les bassins de partage de La Villette et continuera par Saint-Denis, afin d'éviter la navigation par le centre de Paris, qui était très encombrée, et donc très lente. De plus, le canal permet d'éviter un méandre de la Seine.
Les travaux commencent en 1805 sous la direction de René-Edouard de Villiers du Terrage et il a été mis en service en 1821. Il comportait alors douze écluses rachetant une dénivellation de 28,34 m.
Le canal a été reconstruit et élargi pour accepter les barges à grand gabarit, entre 1890 et 1895. À cette occasion, le nombre d'écluses étant ramené à sept écluses, la première, dénommée écluse du Pont de Flandre, rachetant à elle seule 10 m de dénivellation et remplaçant quatre anciennes écluses.
Le 11 mars 1918, durant la Première Guerre mondiale, le canal est touché lors d'un raid effectué par des avions allemands.
Il est ouvert à la navigation de plaisance depuis 1983.
L'ensemble des écluses ainsi que le pont tournant du Franc-Moisin situé à proximité du Stade de France sont télécommandées depuis les deux postes éclusiers situés à chaque extrémité du canal (écluse de la Briche à Saint-Denis, écluse du Pont de Flandre à Paris).

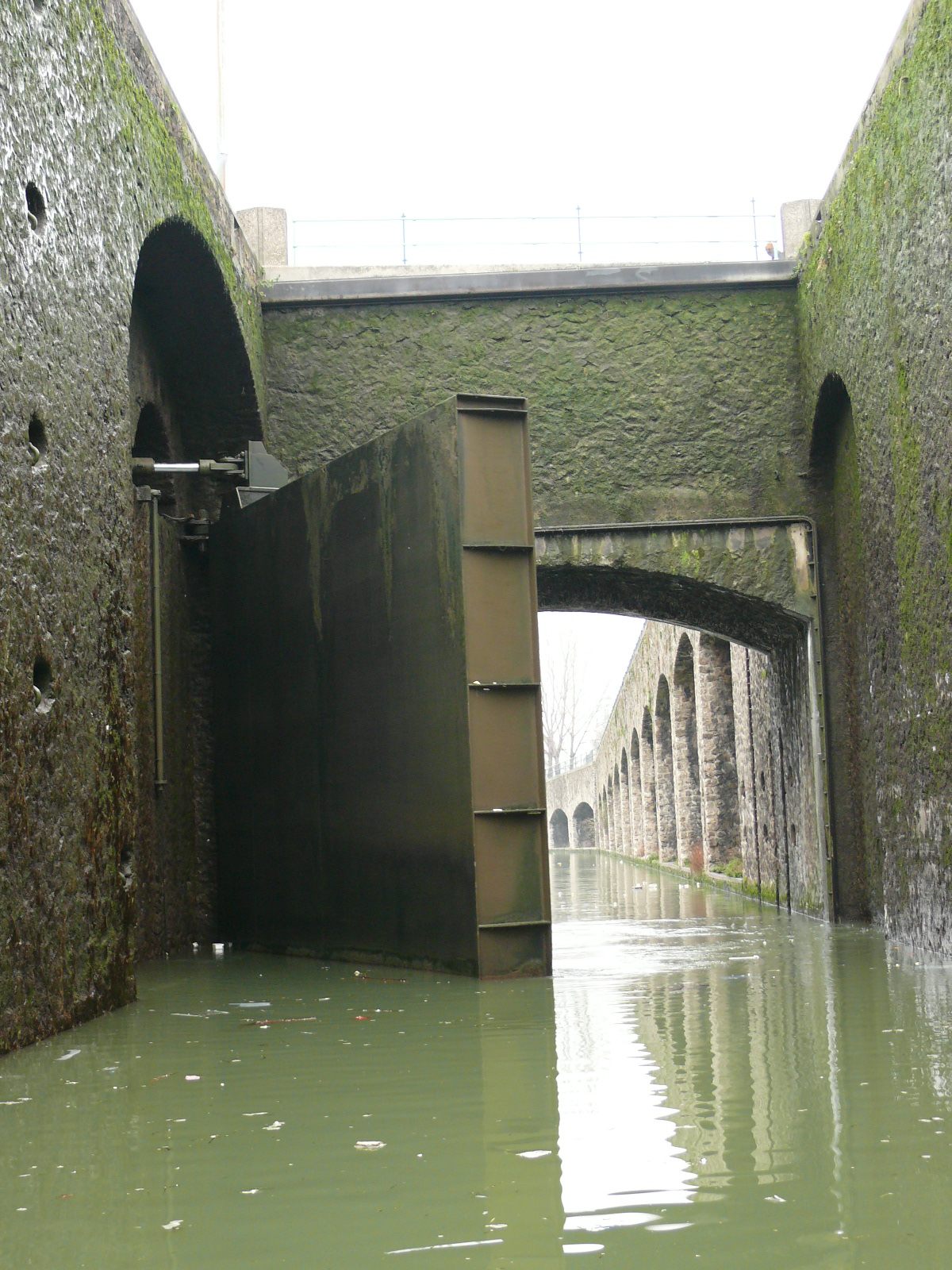
Le bief de l'écluse no 1 permet de rattraper 10 m de dénivellation.
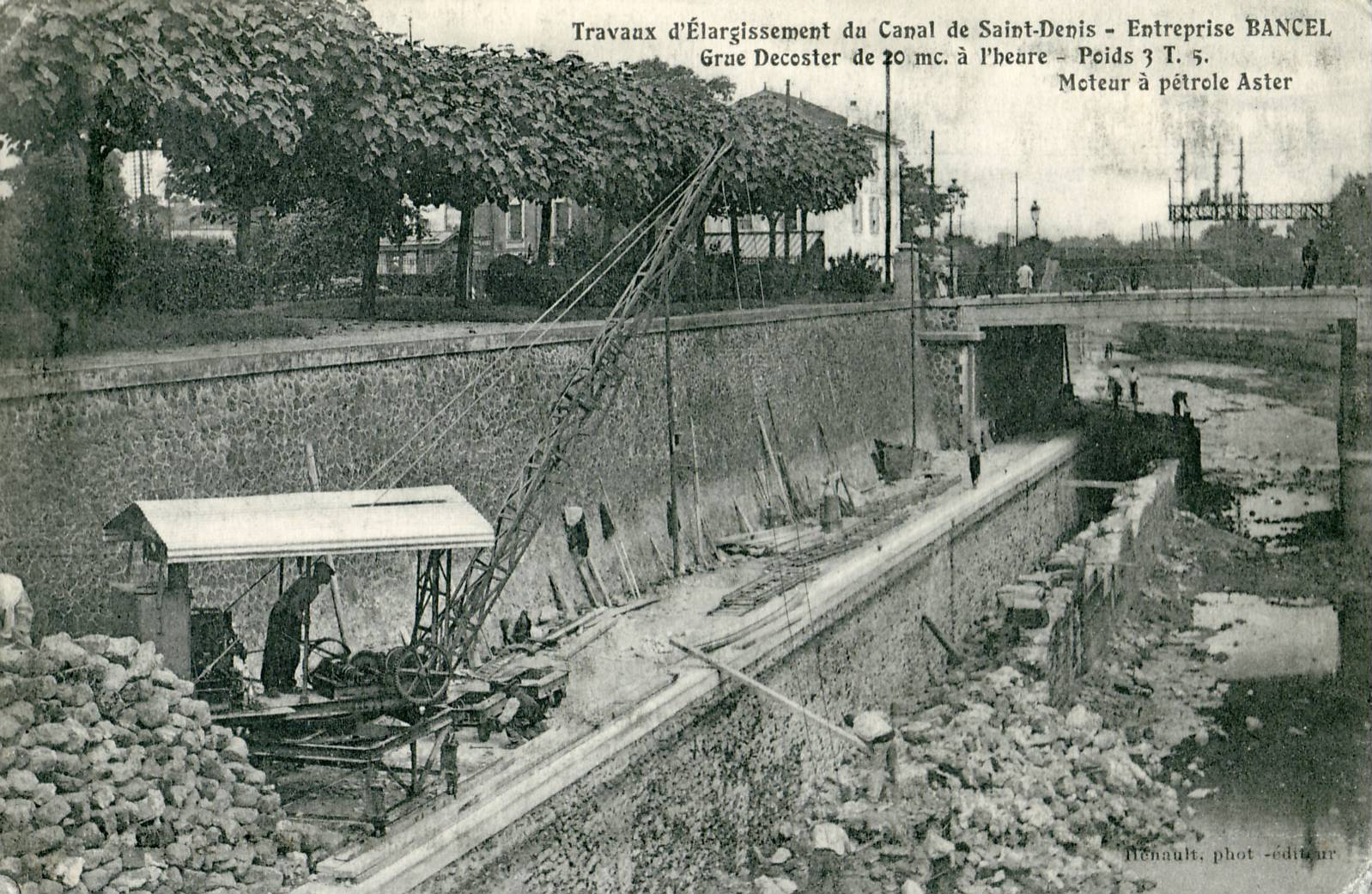
L'élargissement du canal devant la Gare de Saint-Denis au début du XXe siècle.
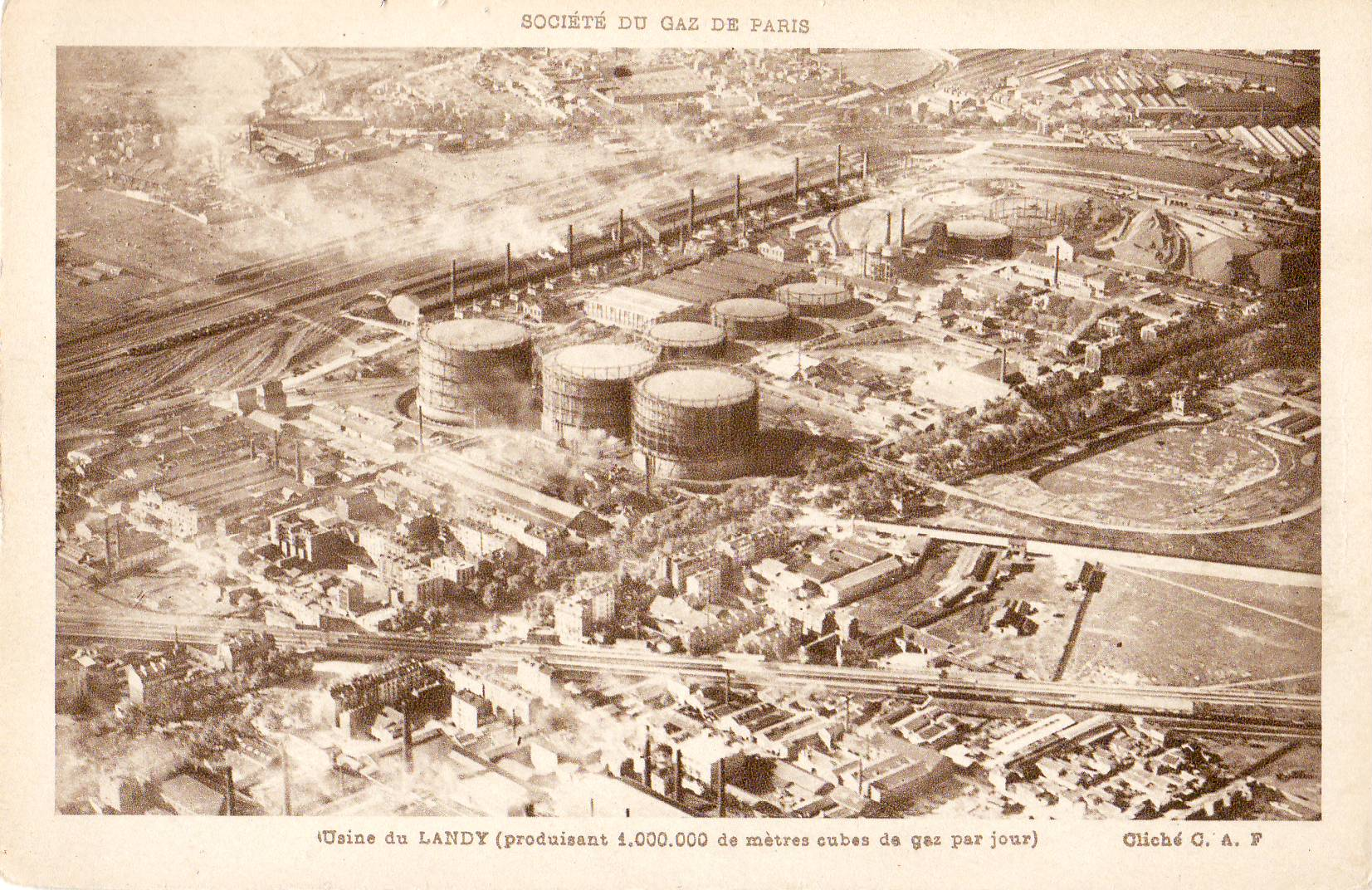
Le canal, en haut à droite de la photo, a permis le développement d'une importante zone d'activité sur la quasi-totalité de sa longueur.
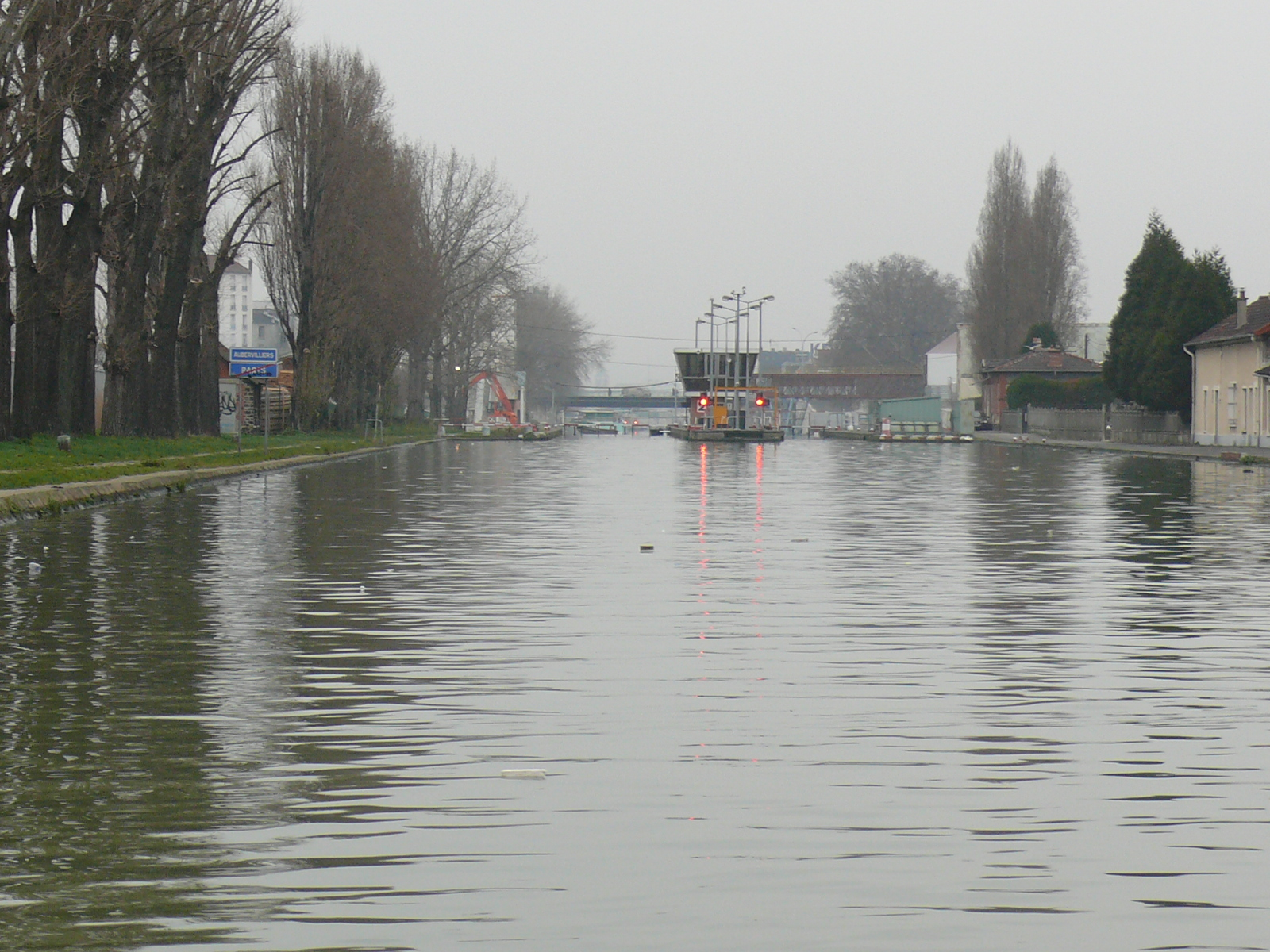
Le canal, près de l'écluse no 2, entre Paris et Aubervilliers.

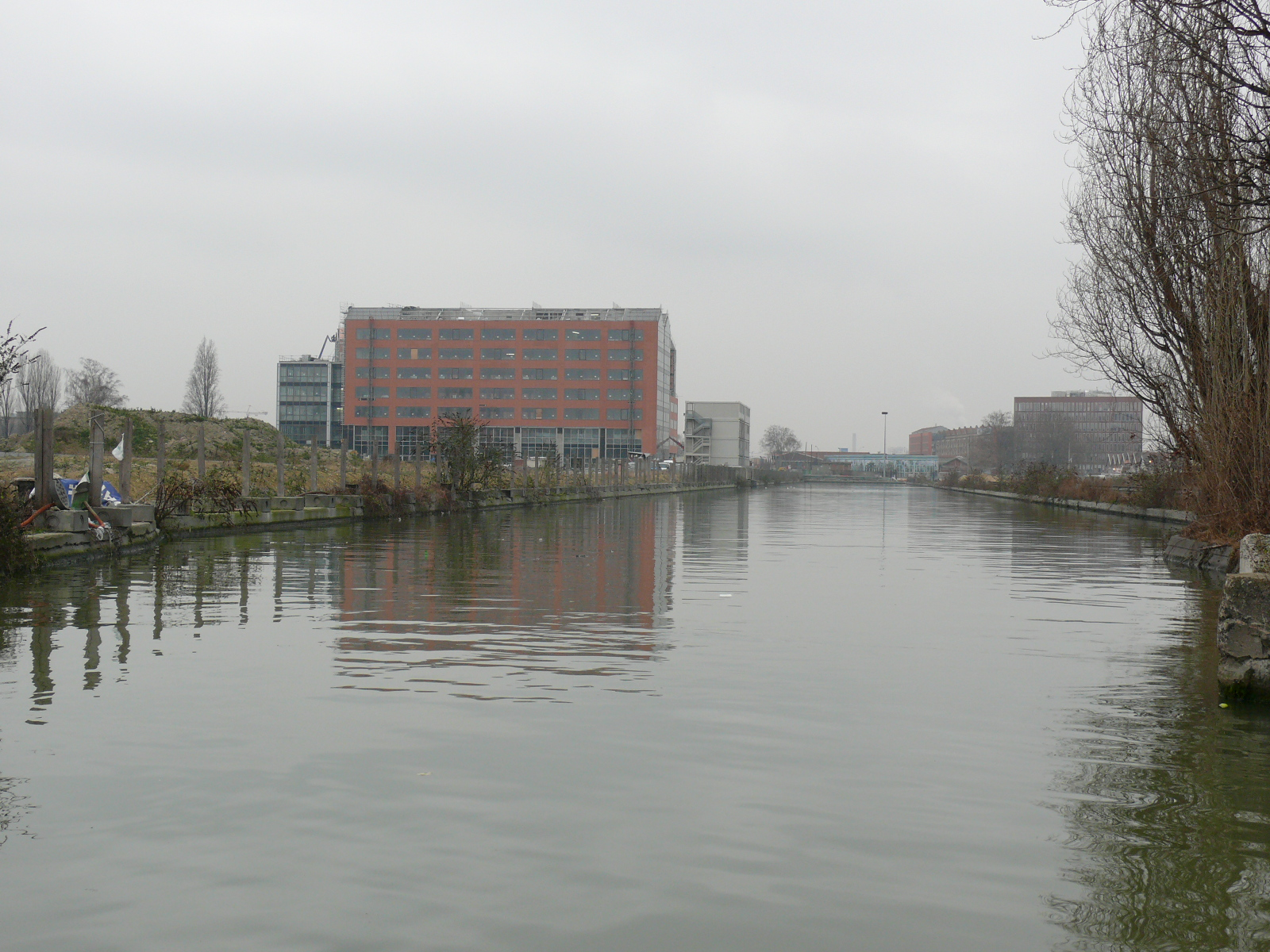
La darse de la Charbonière ou des Magasins généraux, creusée en 1854 à Aubervilliers, vue en 2006.
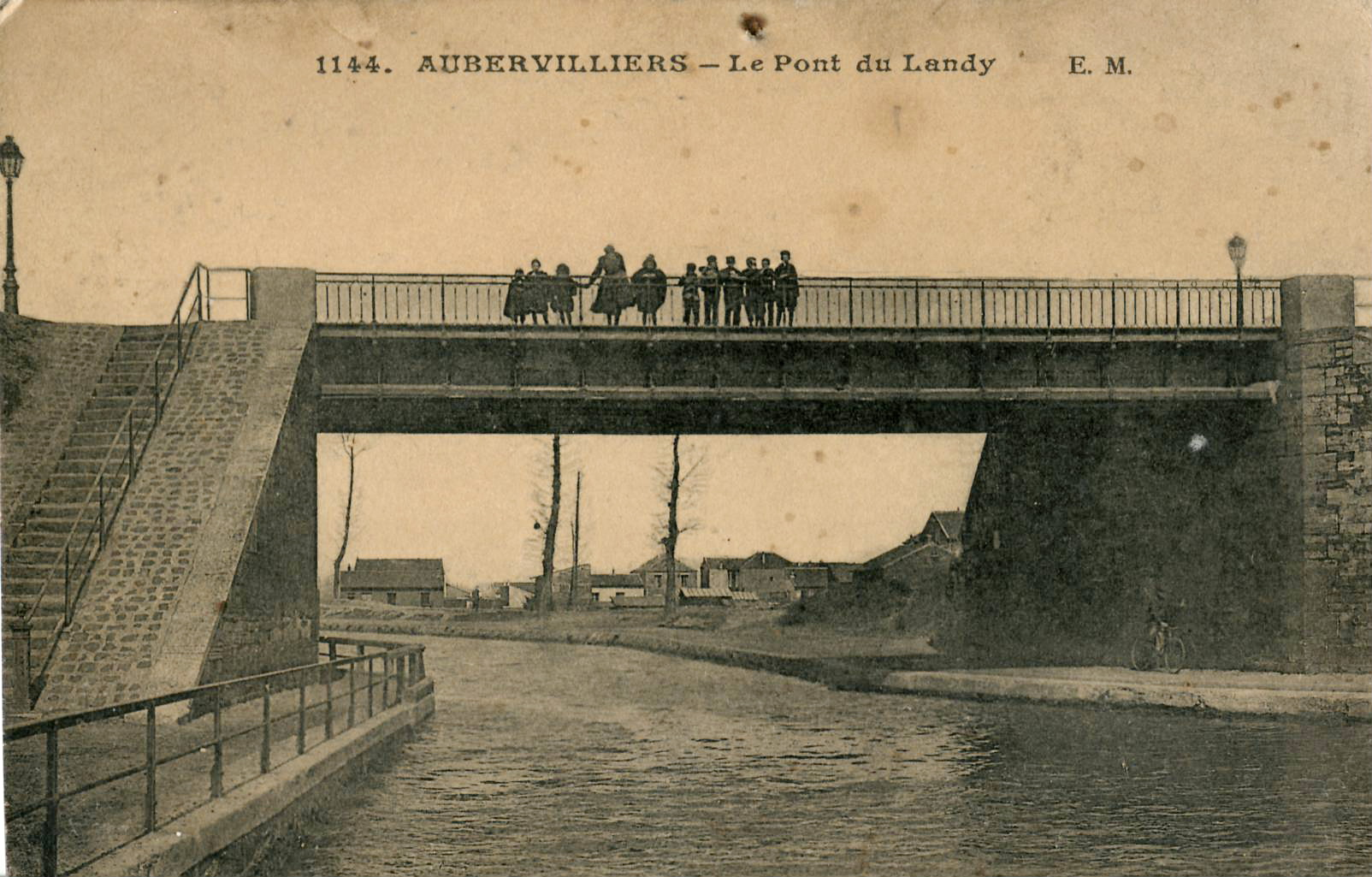
Le pont du Landy (rue du Landy) à Aubervilliers, dans les années 1910.
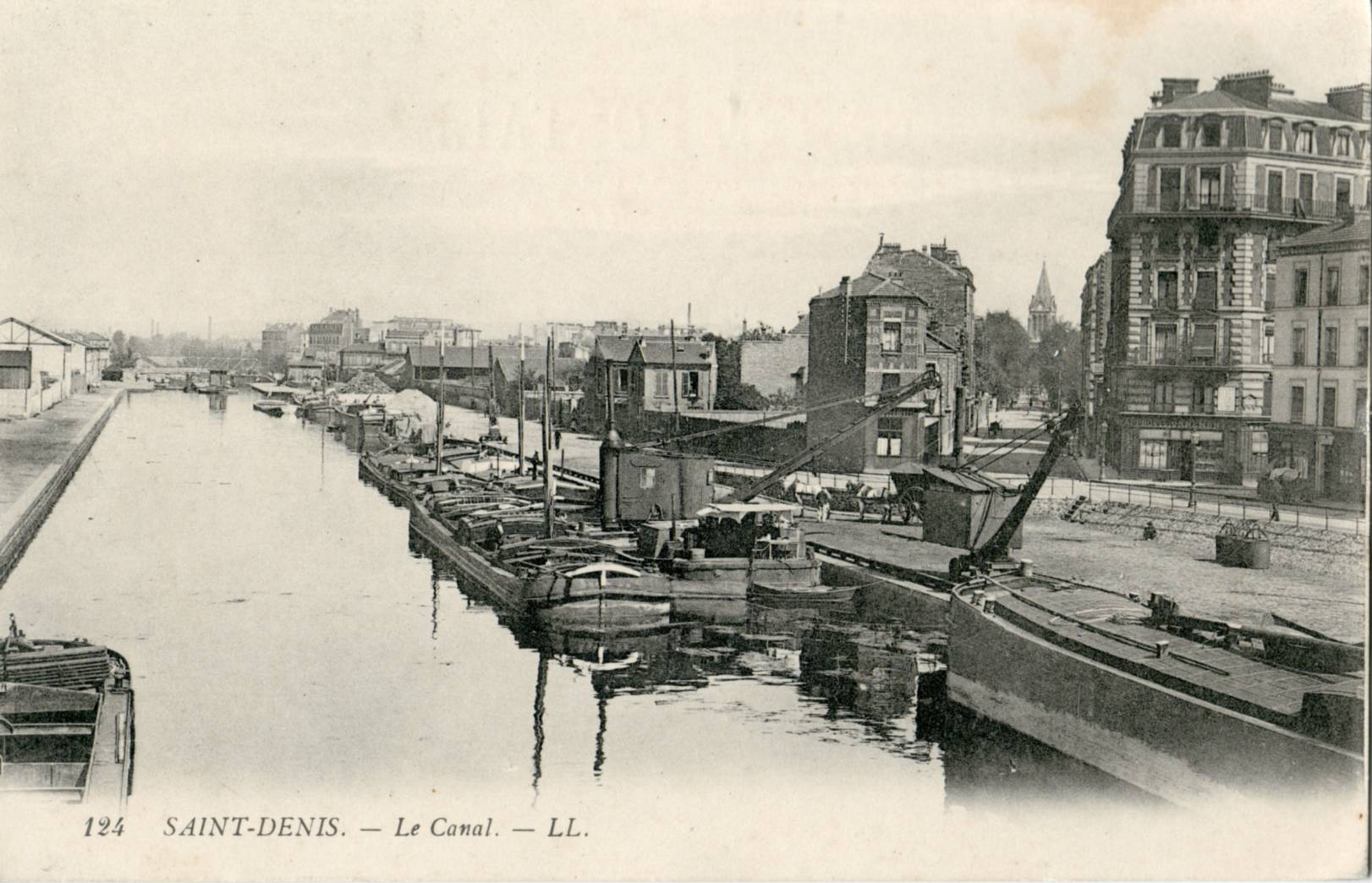
Le port de Saint-Denis.
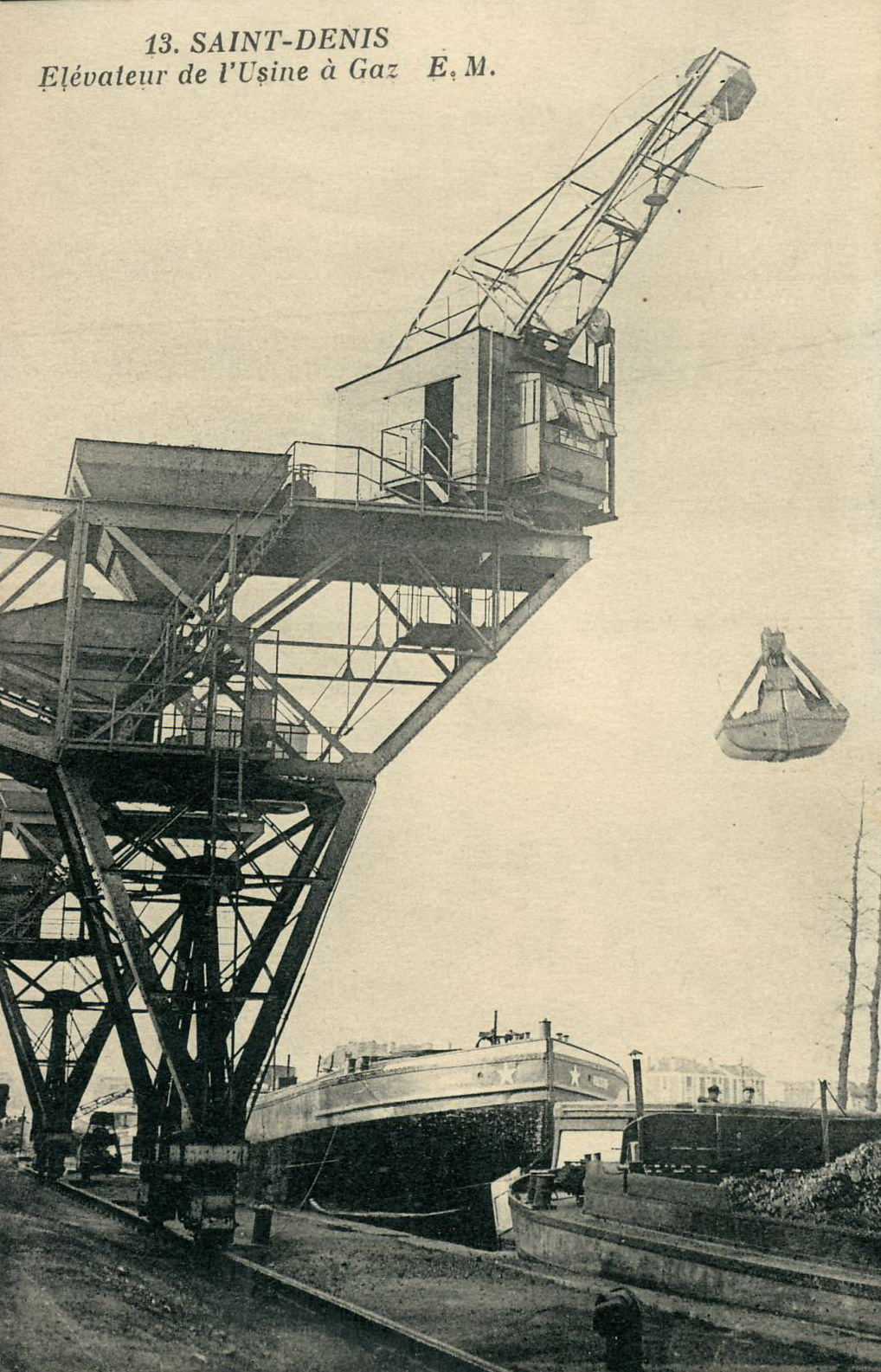
Élévateur de l'usine à gaz au début du XXe siècle.

## Caractéristiques techniques

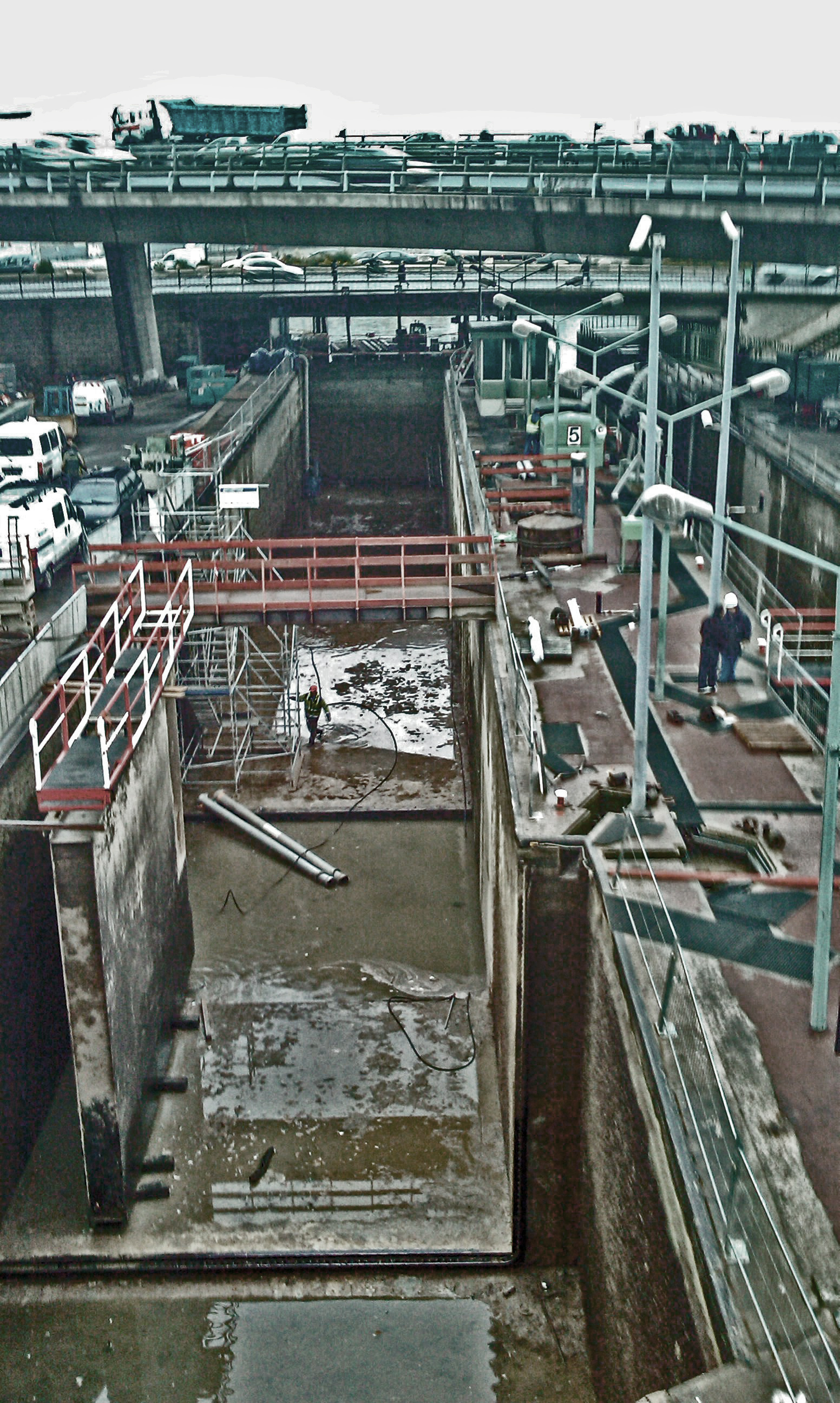
Vue du grand bief de l'écluse no 5 (écluse de la Porte de Paris à Saint-Denis), lors du chômage du canal, pendant l'hiver 2008-2009.
Durant cette période de gros entretien, les dispositifs techniques des écluses ont été rénovés ou changés.

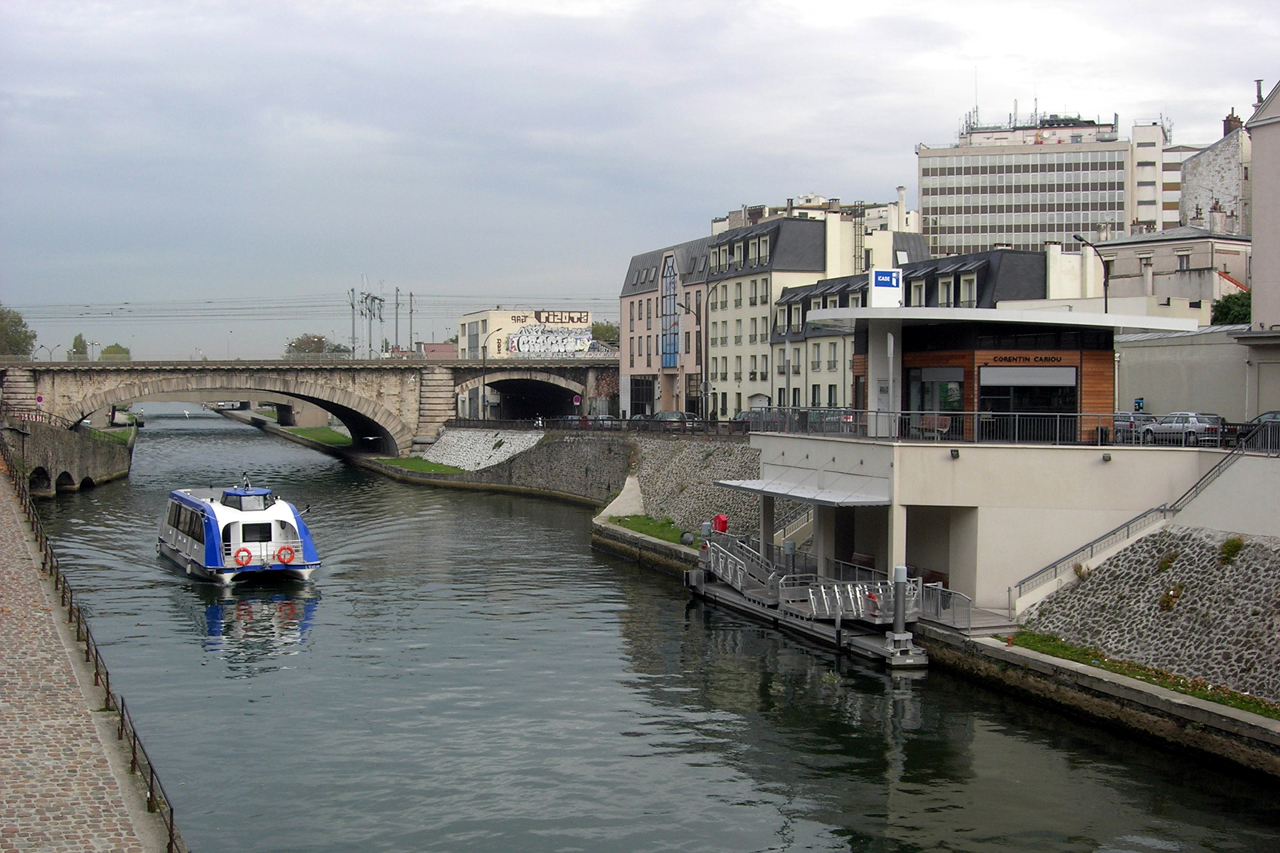
L'Estrée sur le canal Saint-Denis se dirige vers la station de métro Corentin Cariou.

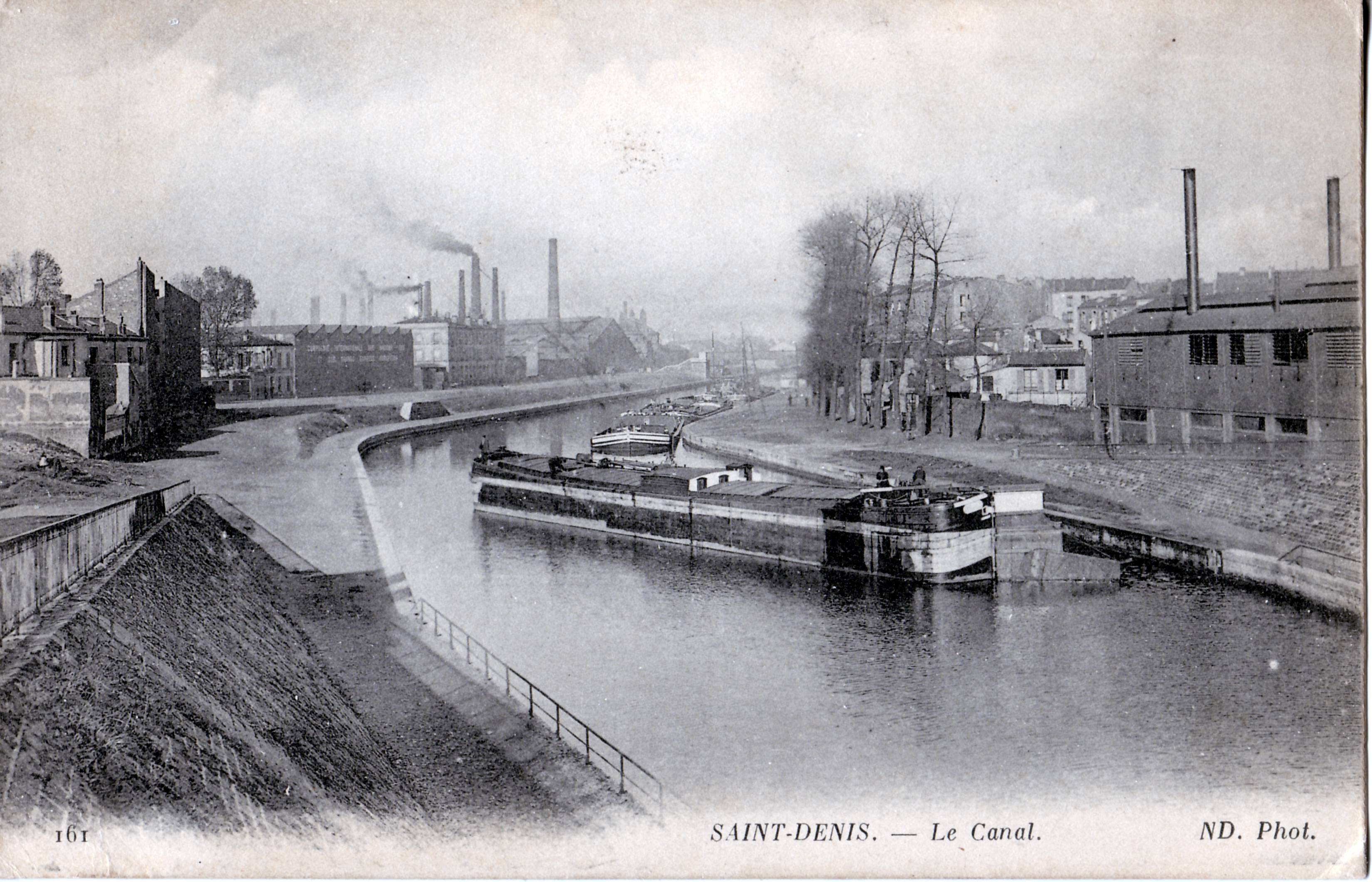
Le canal Saint-Denis à Saint-Denis, au début du XXe siècle.

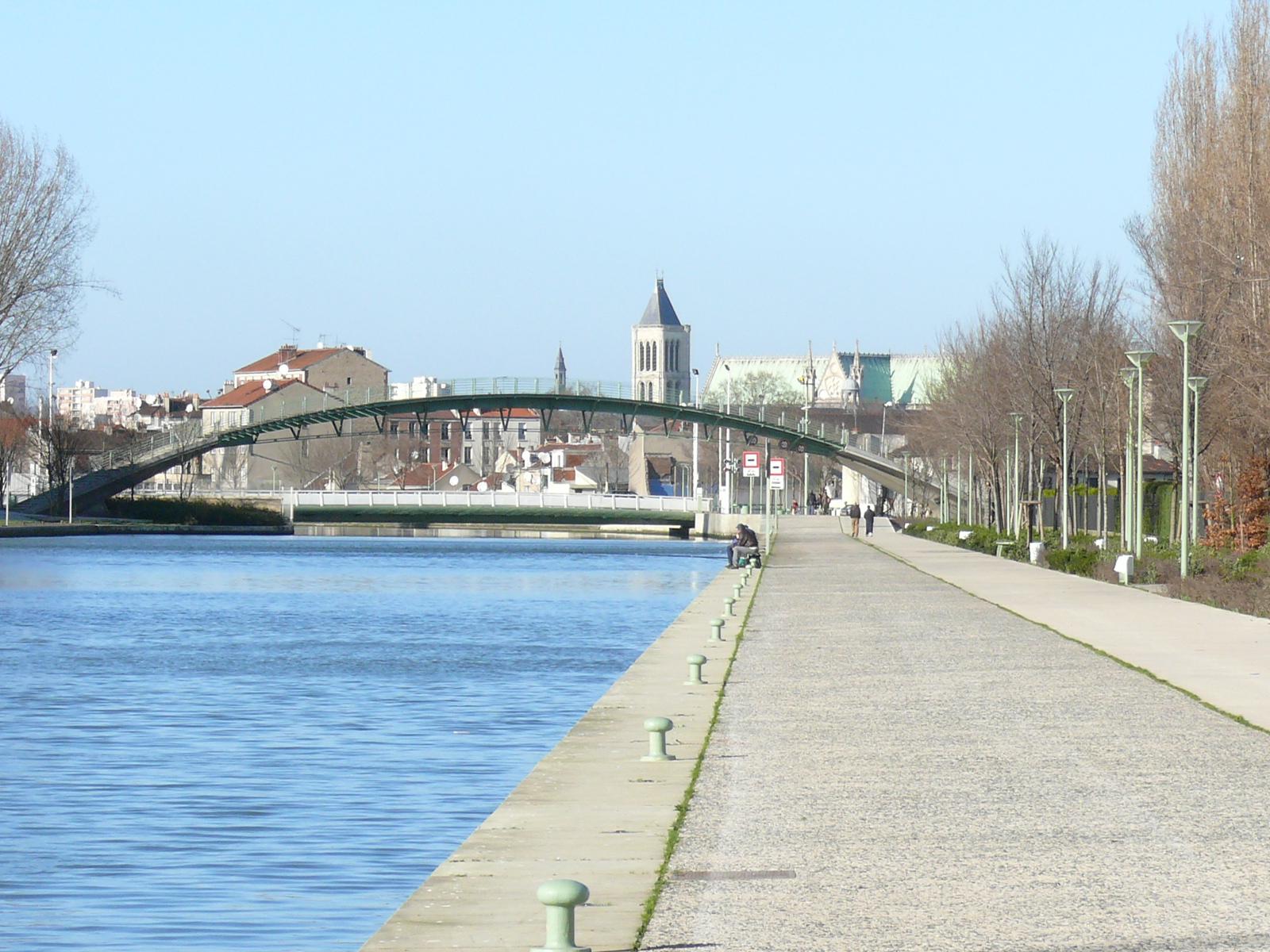
Le pont tournant et la passerelle du Franc-Moisin à Saint-Denis. Au fond, la basilique de Saint-Denis.

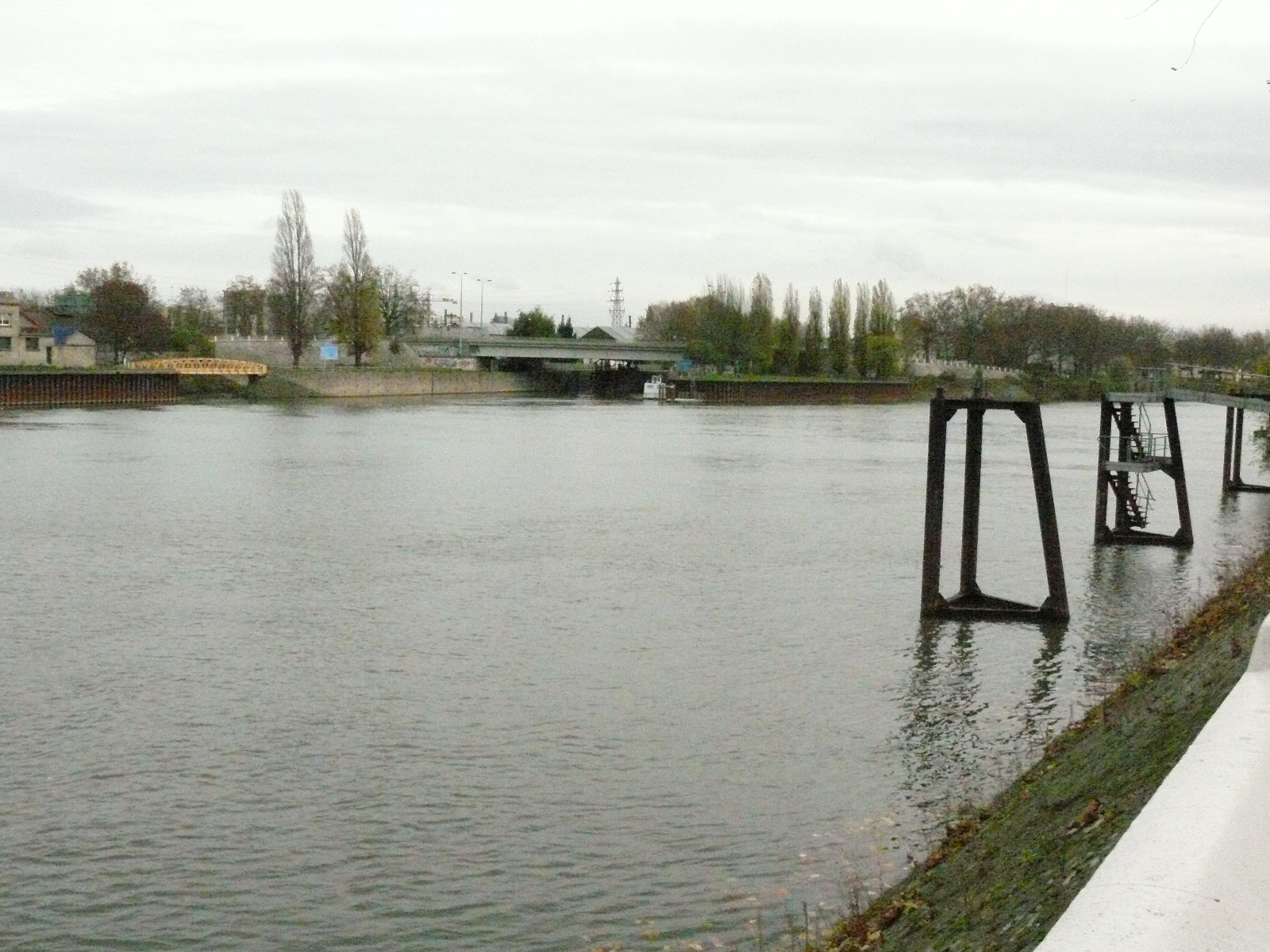
La confluence au nord de Saint-Denis entre la Seine, au premier plan, et le canal Saint-Denis, au centre. Plus à gauche, sous le petit pont jaune, se trouve l'embouchure du Croult.

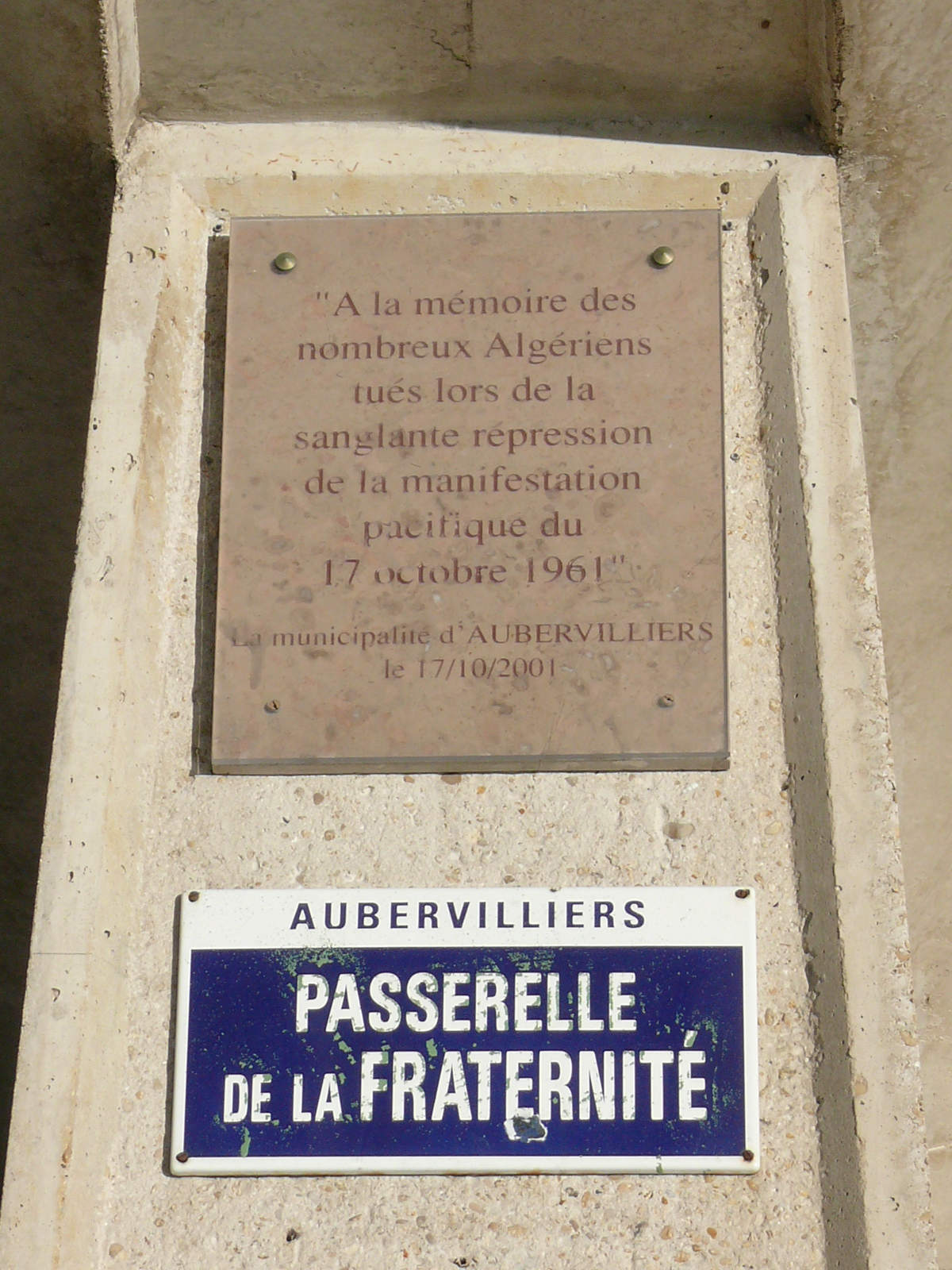
Plaque commémorative du massacre du 17 octobre 1961. Elle est implantée sur l'une des passerelles du canal Saint-Denis à Aubervilliers.

Le canal Saint-Denis est franchi par plusieurs ouvrages routiers ou ferroviaires. Sa largeur moyenne est de 70 mètres, variant de 30 à 140 mètres selon les endroits. Le canal et ses berges occupent 36 hectares de domaine public. Le canal est ouvert à la navigation. En associant le transit vers le canal de l'Ourcq et le canal Saint-Martin, il représente un trafic annuel qui fluctue, en fonction de l'activité du bâtiment et des travaux publics, entre 500 000 et un million de tonnes par an. À proximité du Stade de France, se trouve une zone de débarquement de matériaux de construction, le bassin de la Maltournée.
Son mouillage varie de 3,2 à 3,5 mètres, ce qui permet la circulation d'automoteurs de rivière à grand gabarit et de barges de 1 000 tonnes. En effet, les bateaux peuvent l'utiliser lorsque leur largeur est au plus égale à 8 m, leur tirant d'air à 4,44 m et leur tirant d'eau à 2,60 m. Une rampe de mise à l'eau est aménagée au pont de Stains près de la place Henri-Rol-Tanguy à Aubervilliers. Il est longé par un chemin de halage, vestige de la traction des péniches par les chevaux avant que les bateaux ne soient motorisés. Celui-ci est néanmoins maintenu en état pour les besoins de l'exploitation du canal.
Le canal supporte la plus grande part des 80 000 à 100 000 tonnes transportées sur le réseau des canaux parisiens.

## Trajet et franchissements
La voie d'eau part d'un embranchement du canal de l'Ourcq au niveau du quai de l'Oise.
Au 9, quai de la Gironde se trouve l’écluse du Pont de Flandre construite en 1884.
On franchit l'avenue Corentin-Cariou sous le pont de la rue Corentin Cariou. Une darse y desservait les entrepôts des Magasins généraux. Lors de la reconversion de ceux-ci en un parc tertiaire, le parc du Pont de Flandre, la darse a été isolée du canal (le passage sous le quai a été obturé) et convertie en bassin d'agrément. Sur l'autre rive se trouve le quai de la Charente.

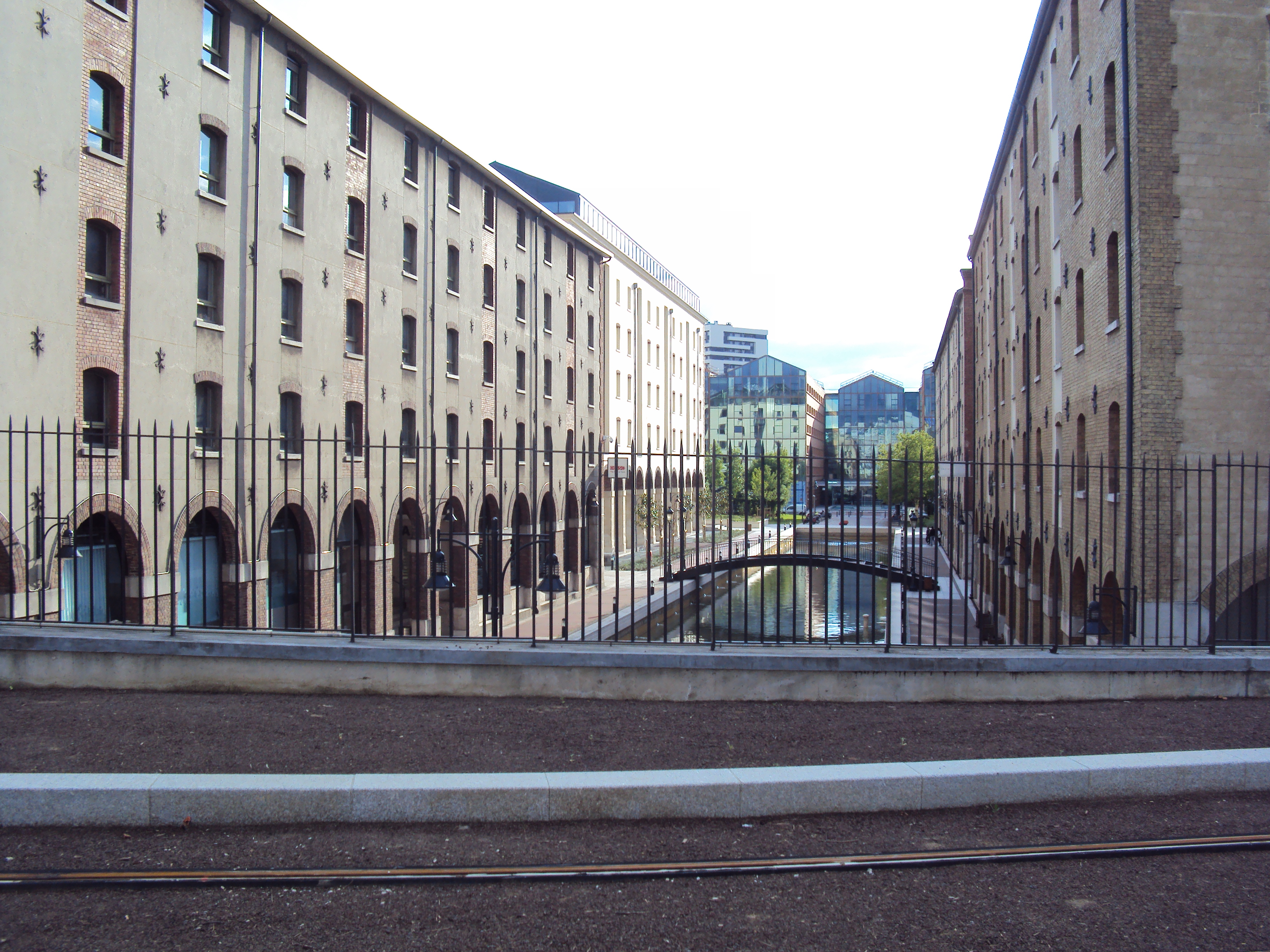
La darse de l'espace du Pont-de-Flandre en 2012, convertie en bassin ornemental.
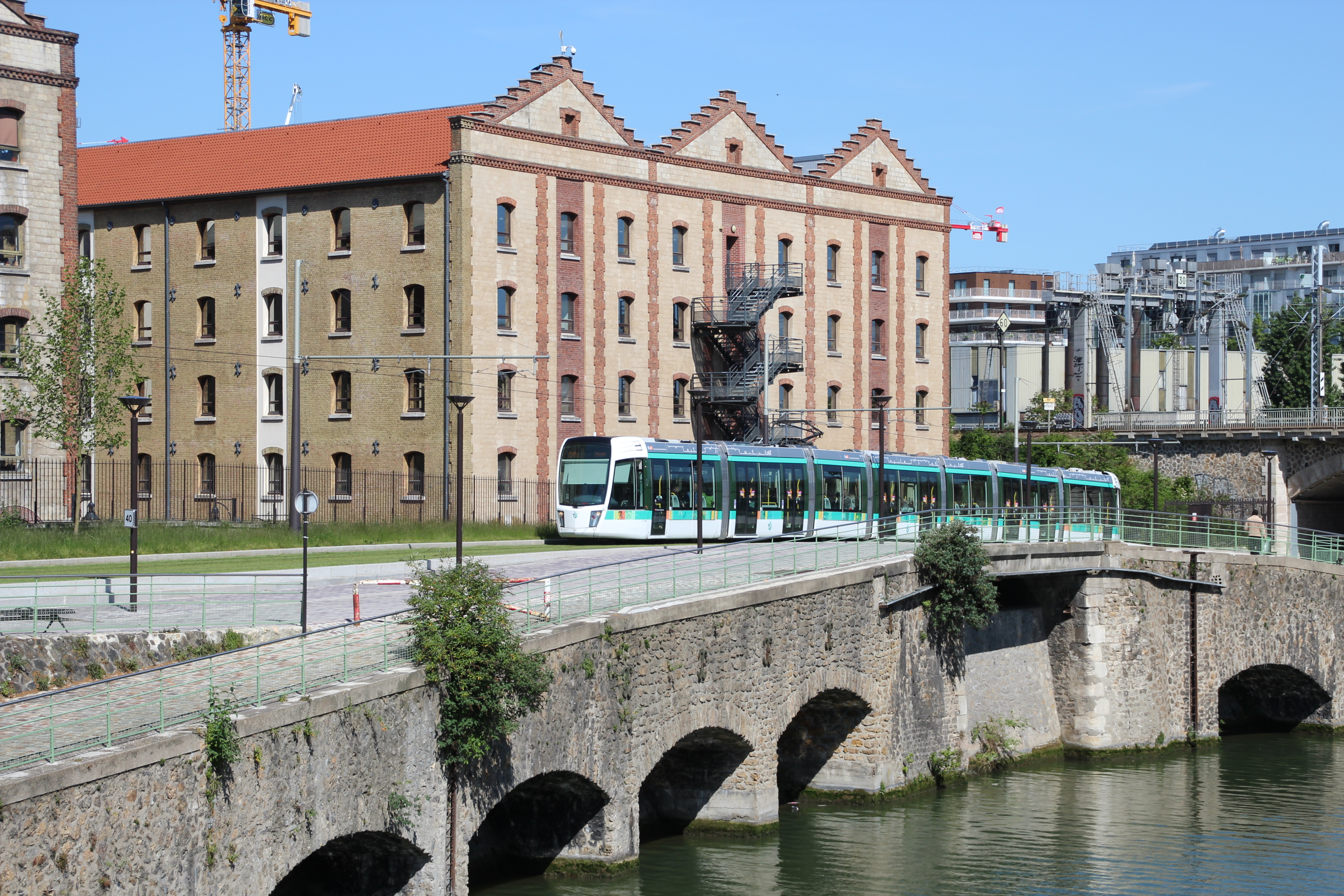
La liaison entre la darse et le canal sous le quai de la Gironde, désormais obturée.

On rejoint alors dans le bassin Corentin-Cariou.
Après le passage du boulevard Macdonald, le canal est bordé par le quai du Lot et le quai de l'Allier, qui passent sous le boulevard périphérique. Juste à l'ouest, avant une écluse, se trouve le bassin  d'Aubervilliers où, autrefois, le port de la Haie-Coq assurait une connexion au réseau ferroviaire.
Une darse, le bassin de la Charbonnière ou darse des Magasins généraux, de 120 000 m2, aménagée à la fin du XIXe siècle à Aubervilliers, a perdu totalement son usage de port de fret, et constitue un élément paysager majeur du centre commercial du Millénaire et de la ZAC de la Porte d'Aubervilliers. À l'est, le quai Gambetta, à l'ouest, le chemin latéral au canal et la rue de la Gare.
Le 29 juin 2024 est inaugurée une passerelle piétonne et cyclable au droit de la rue Pierre-Larousse.
Le canal passe ensuite sous la route nationale 301 au niveau du pont de Stains (dit pont Victor-Hugo) et de la station de métro Aimé Césaire. La rue du Landy, côté Aubervilliers, enjambe le canal avec le pont du Landy, à proximité .
Le canal est alors franchi par la passerelle de la fraternité conçue par l'architecte Marc Mimram,  passe ensuite sous la ligne B du RER, puis sous le viaduc du canal Saint-Denis de l'autoroute A86 et la rue Francis-de-Pressensé (route départementale 30).
Il est ensuite franchi par la passerelle Lucie-Bréard, inaugurée le 29 juin 2024  et qui remplace l'ancien pont tournant du Franc-Moisin (2003_2023), situé à l'ouest du quartier du Franc-Moisin, et bifurque vers l'Ouest.
Il est franchi par l’autoroute A1 via le viaduc de la Porte de Paris en longeant la place de la Porte-de-Paris par le sud, et s'engage sous la route de la Révolte (route nationale 410, boulevard Anatole-France). Il s'oriente ensuite vers le nord-ouest, avec sur sa droite le quai du Square et la rue Denfert-Rochereau.
Il passe alors sous la Route départementale 24 (Rue Ambroise-Croizat, ex-RN 14), puis rejoint la Seine.

## Navette fluviale
Si des bateaux-mouches circulent occasionnellement sur le canal, notamment en lien avec des événements se passant au Stade de France, un service régulier de navettes fluviales est organisé depuis juillet 2007 sur le canal Saint-Denis, à partir de l'embarcadère situé au droit de la station de métro Corentin Cariou à Paris (19e) vers le centre commercial du Millénaire à Aubervilliers et le site des Entrepôts des magasins généraux de Paris (EMGP) dont une grande partie est également située sur le territoire de cette commune.
Deux navires, la Montjoie et l'Estrée, ont été construits pour Icade, société d’investissement immobilier cotée (SIIC), gestionnaire des deux parcs d'activité. Ils ont coûté deux millions d'euros auxquels il a fallu ajouter un million pour les pontons et les escales.
Ces navires, électriques et dotés de panneaux solaires qui fournissent environ 20 % de leur énergie, consomment 100 à 120 kWh par jour, soit le tiers environ de la consommation énergétique traditionnelle d'un bus ou d'un bateau conventionnel. Ils transportent en 2007 environ 400 utilisateurs par jour, entre 8 et 20 heures, en six minutes de trajet.
Les navettes sont réservées aux salariés d'Icade et aux locataires de ses parcs, dont la croissance est programmée, puisqu'à l'horizon 2010, 110 000 m2 de bureaux seront construits dans le parc du Millénaire, soit environ 6 000 salariés, auquel il faudra ajouter les personnes concernées par le centre commercial et les équipements de la ZAC de la Porte d'Aubervilliers, de l'autre côté de la Darse. Une troisième navette de 75 places devrait alors être mise en service.

## Écluses
Le canal compte sept écluses :
1. l'écluse du Pont de Flandre ;
2. l'écluse des Quatre Chemins, au 26 Quai Gambetta, à Aubervilliers[9] ;
3. l'écluse d'Aubervilliers, quai Lucien-Lefranc[10] :
4. l'écluse des Vertus, située au 2, rue de l'Écluse-des-Vertus[11] ;
5. l'écluse de la Porte de Paris, située place de l'Écluse à Saint-Denis[12] ;
6. l'écluse de Saint-Denis, quai du Port[13] ;
7. l'écluse de la Briche, à l'embouchure de la Seine, sur le quai du même nom[14]. Avec l'écluse du Pont de Flandre, elle assure les échanges d’informations et d’instructions avec les usagers, le contrôle visuel des écluses et la commande des manœuvres. À proximité, les anciennes écuries, sont en cours de restauration[15].

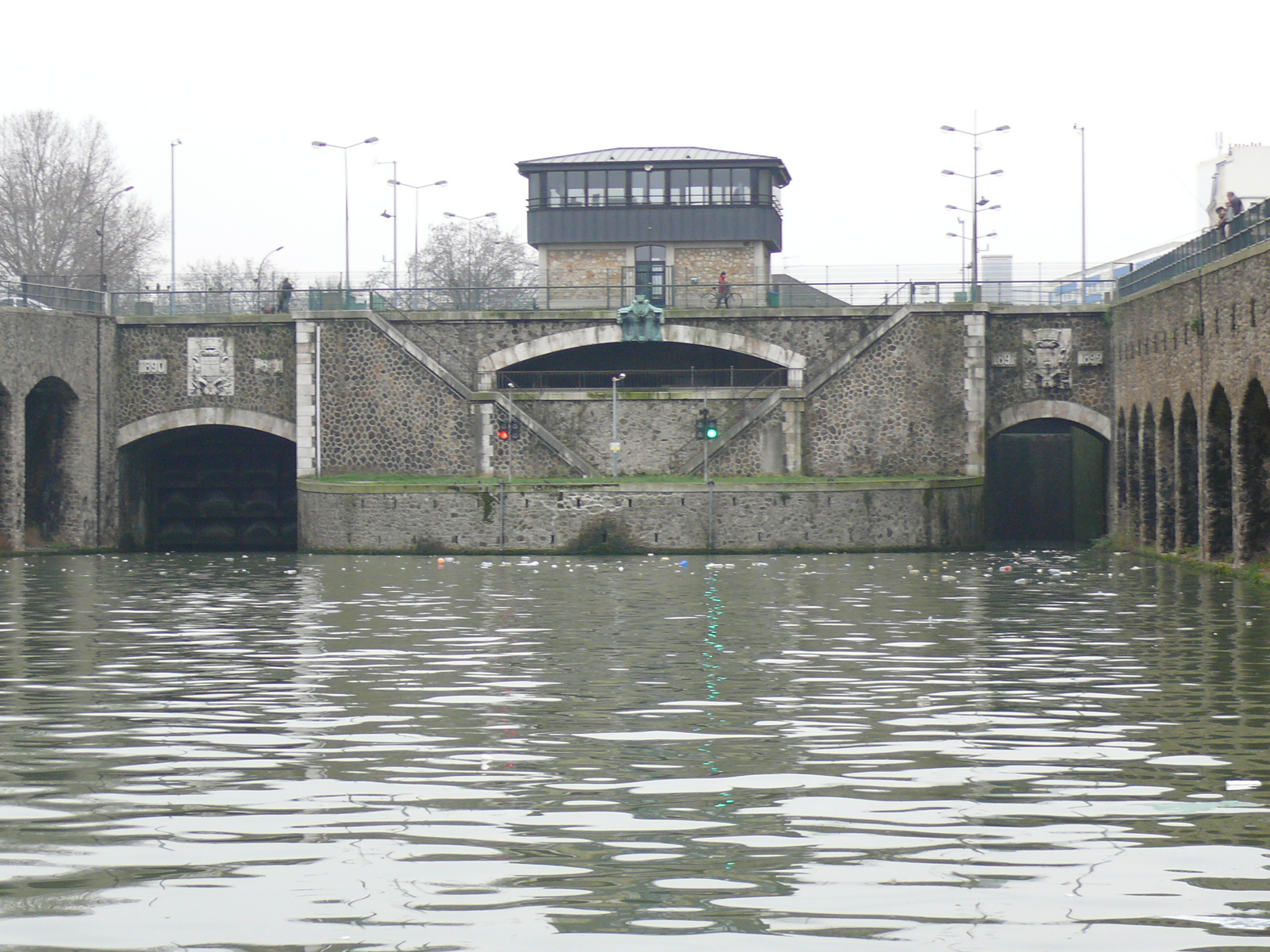
Écluse du Pont de Flandre.
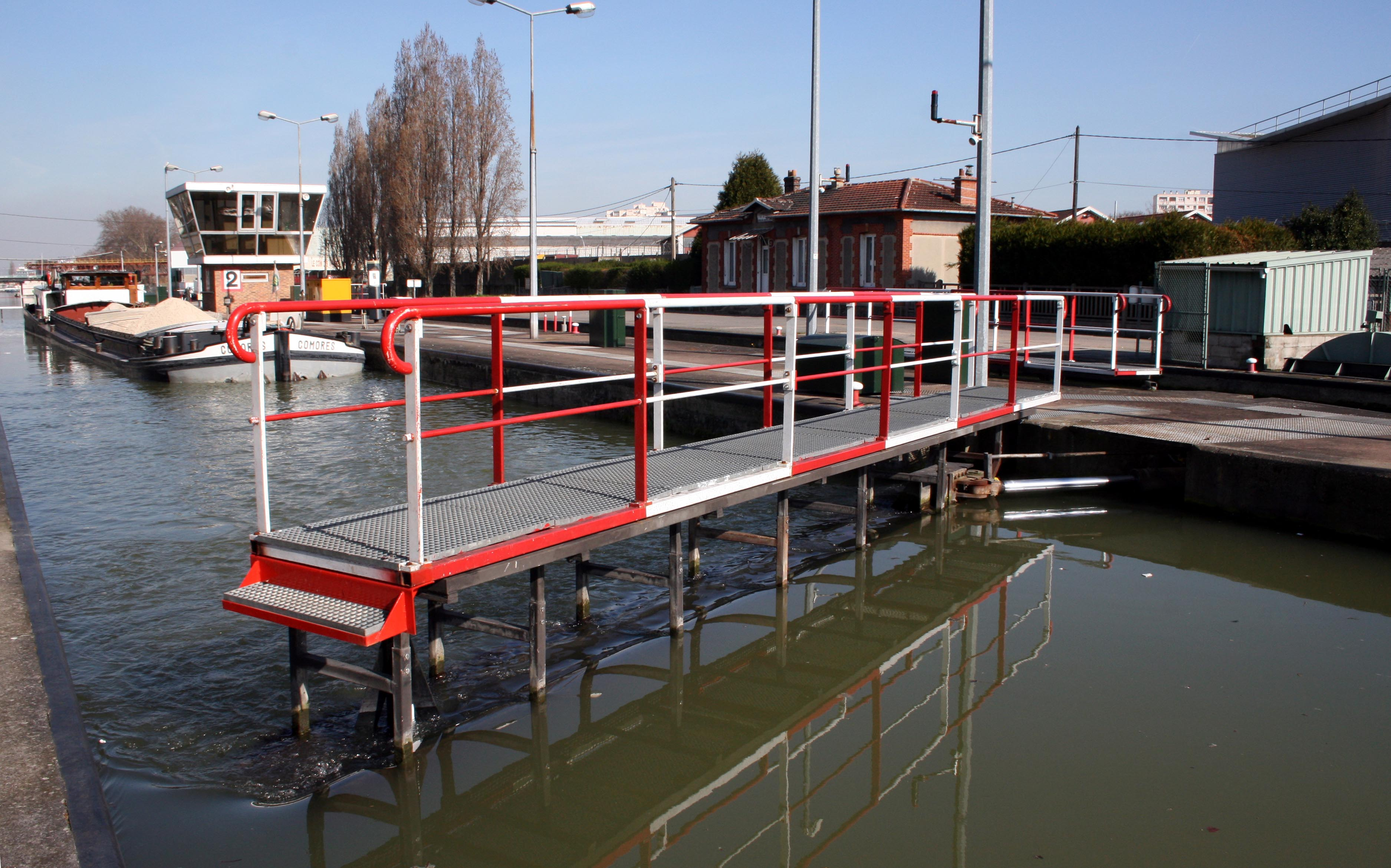
Écluse des Quatre Chemins.
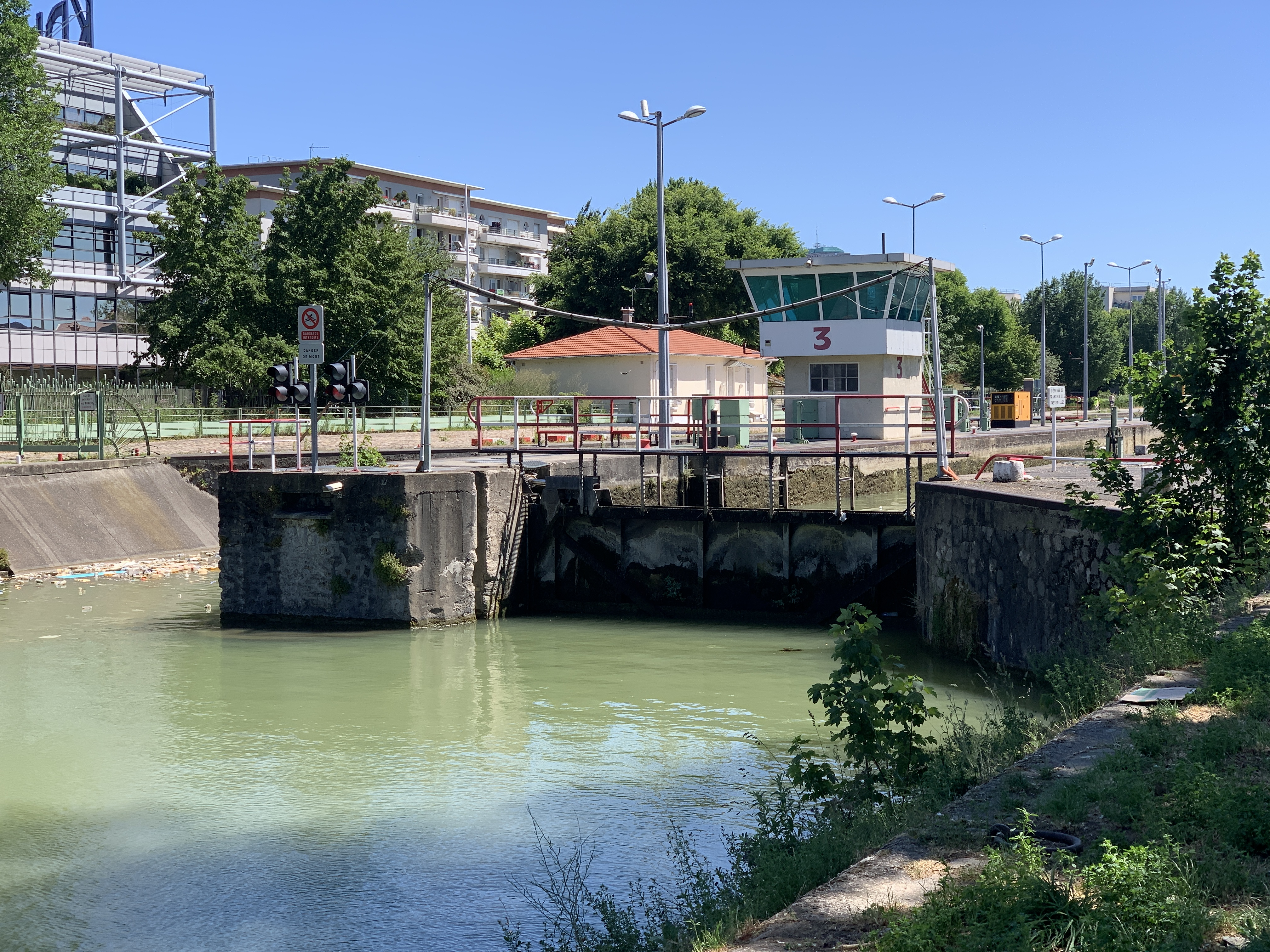
Écluse d'Aubervilliers.
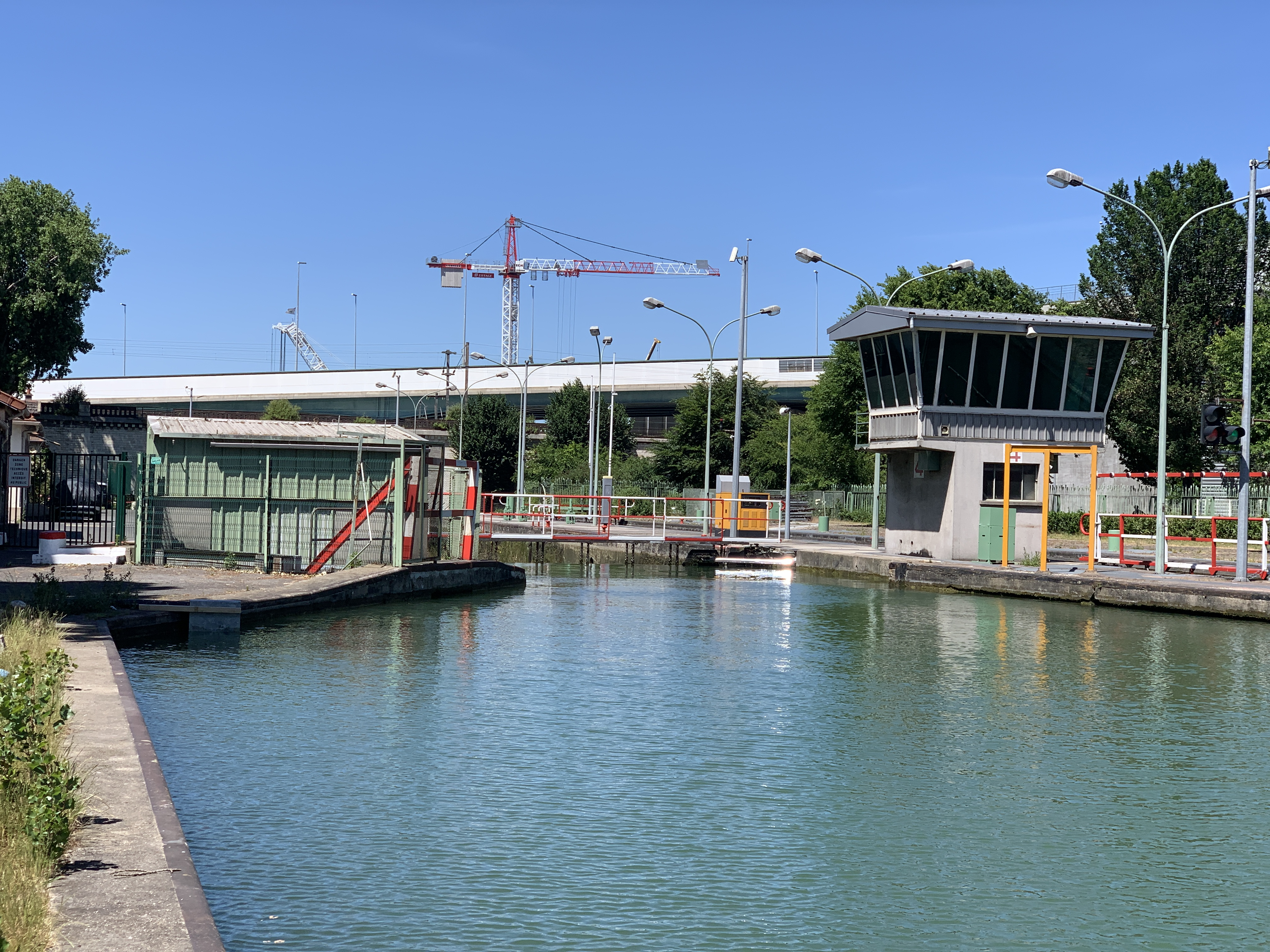
Écluse des Vertus.
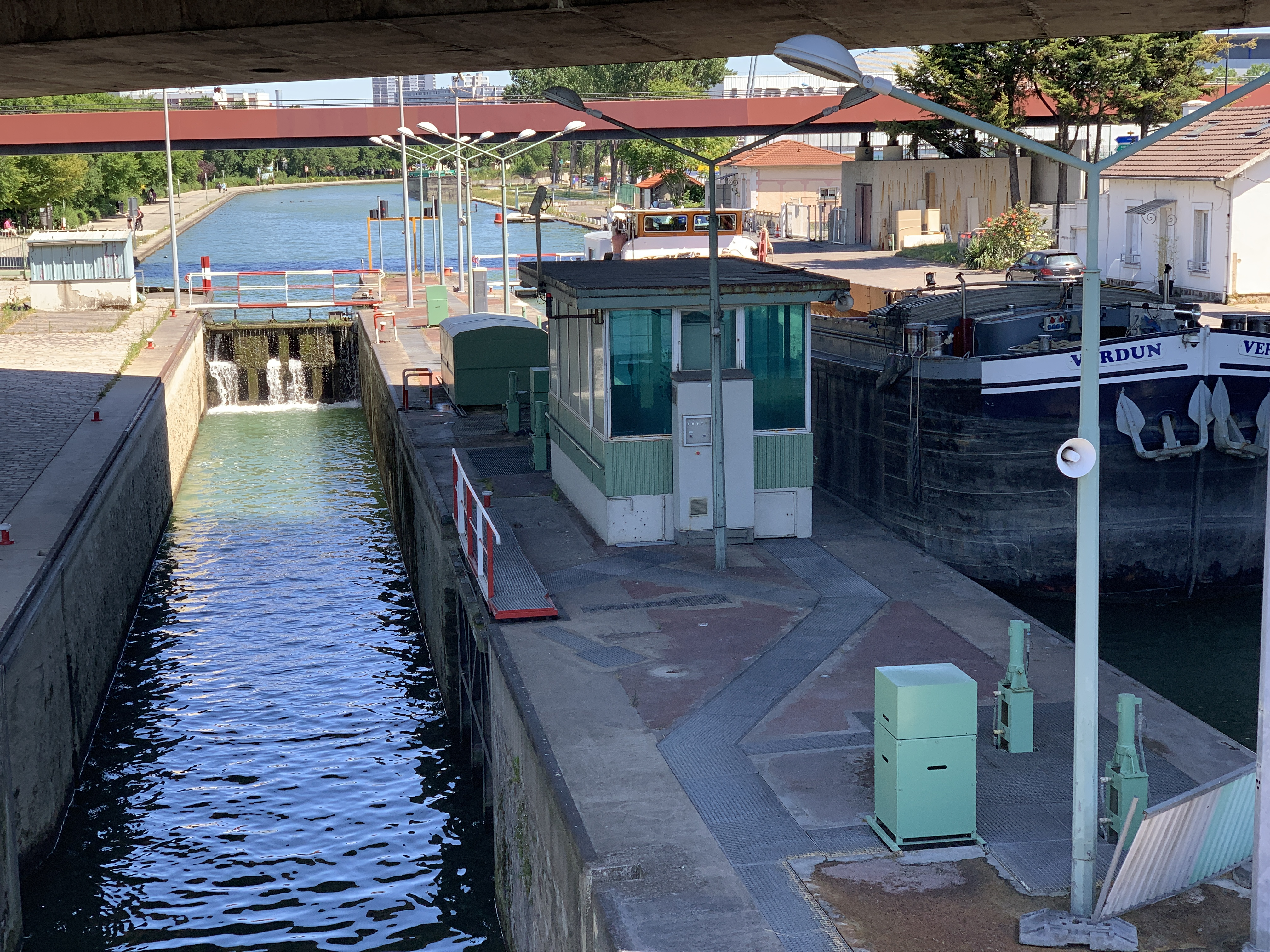
Écluse de la Porte de Paris.
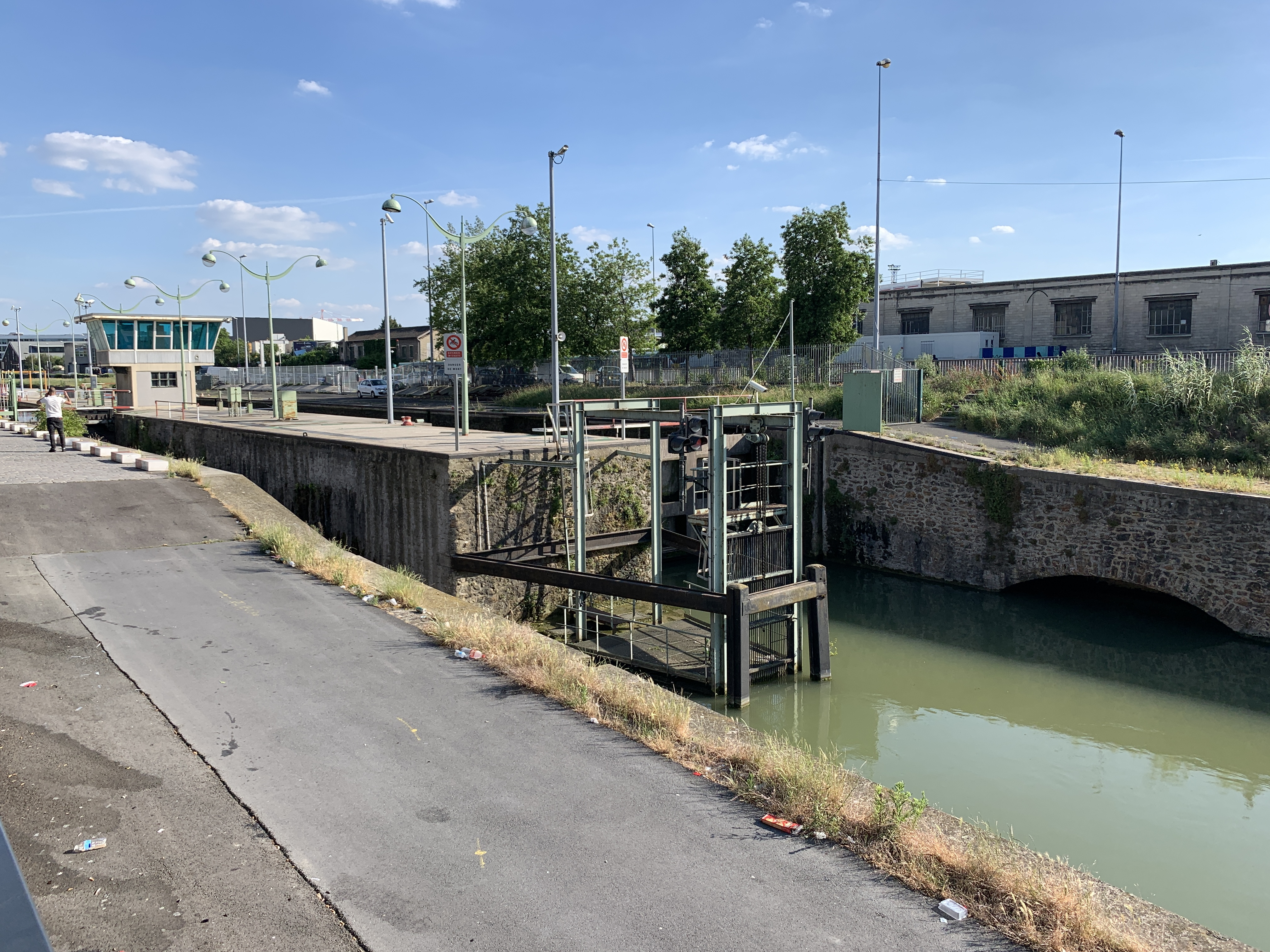
Écluse de Saint-Denis.
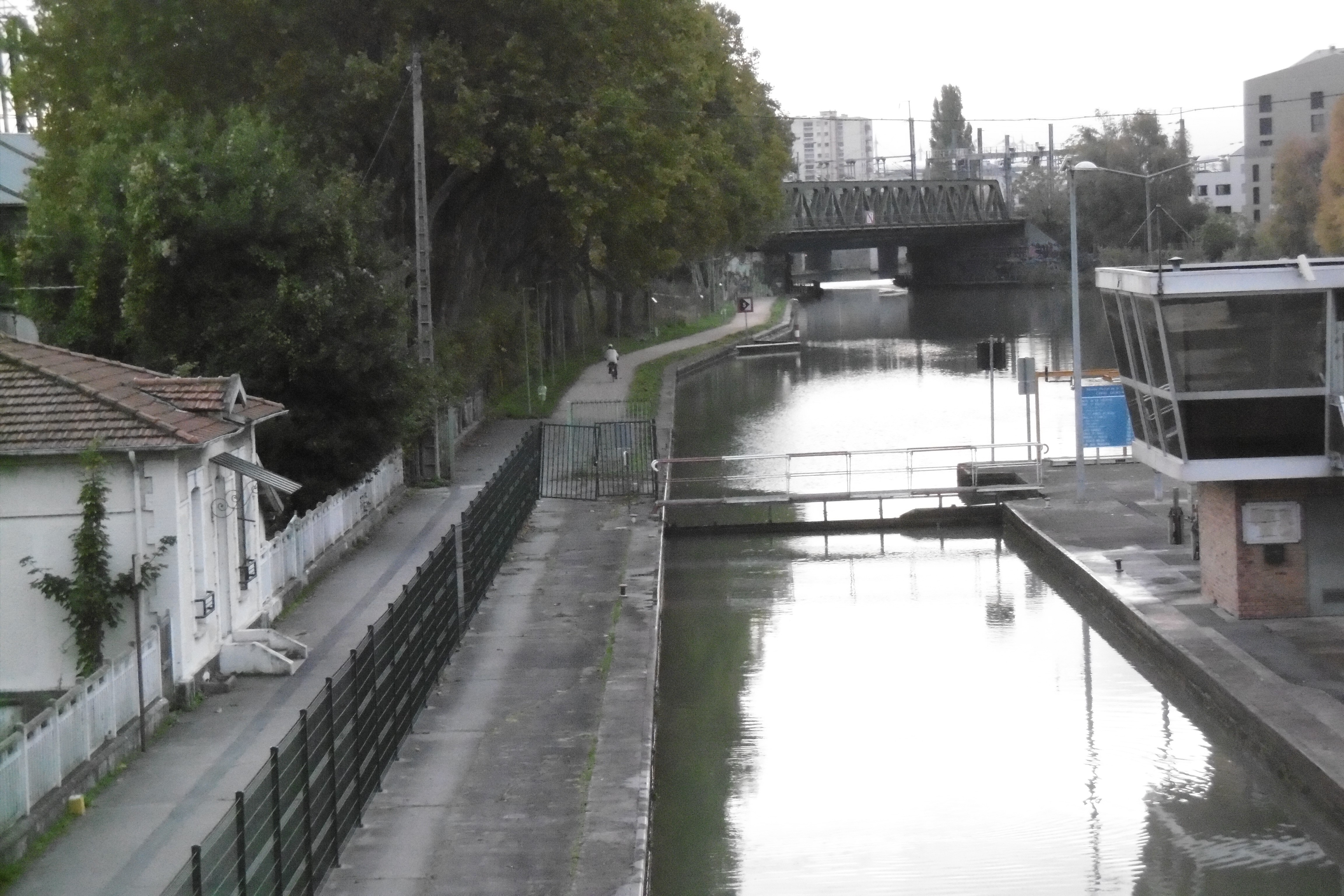
Écluse de la Briche.

## Port de Saint-Denis
Avec l'ouverture du canal, le port historique de la ville connut un nouveau développement et fait désormais partie des installations du canal. Reconstruit en 1887, il fut un important centre de transit : plus de 60 000 tonnes de marchandises y étaient embarquées par an.

## Tourisme et environnement
L'eau, provenant de la rivière de l'Ourcq et de ses affluents, ainsi que de pompages dans la Marne, est de bonne qualité bactériologique, ce que confirme la présence de pêcheurs le long du canal.
Par sa linéarité, le canal constitue un écosystème particulier, avec une forte présence de peupliers d'alignement, de marronniers et de platanes. On y aurait constaté des espèces d'oiseaux rares à Paris comme la bergeronnette printanière dont plusieurs couples se seraient reproduits dans le secteur de la Darse de la Charbonnière en 2001, ainsi que de libellules à ventre plat.

### L'aménagement des berges du canal
Son parcours, auparavant peu avenant et lié aux activités industrielles pour la plupart disparues, est en pleine transformation paysagère. Les villes de Saint-Denis et d'Aubervilliers, puis l'établissement public territorial Plaine Commune, en accord avec la Ville de Paris, propriétaire du canal, ont fait étudier par l'architecte paysagiste Michel Corajoud les principes d’aménagement de cet axe reconnu comme un élément fédérateur du territoire.
Après les premiers travaux engagés par les villes, Plaine Commune poursuit l'aménagement des berges avec le concours de Catherine Mosbach et David Besson-Girard, paysagistes : 
Sur la rive droite, la requalification des berges organise : 
- la création de circulations douces mixtes (piétons, vélo[18], rollers) continues du parc de la Villette à la confluence sur la Seine, à Épinay, avec maintien du chemin de halage sur une largeur de 7,80 m, nécessaire à l'exploitation de l'ouvrage, et un aménagement paysager pour le surplus.
- la création d’espaces verts et de détente avec un traitement spécifique autour des écluses.
- l'éclairage des 13 ponts qui franchissent le canal.
- la mise en place de trois kiosques.

L'aménagement du secteur situé sur le territoire de La Plaine Saint-Denis est achevé pour sa plus grande part, ainsi que, sur la rive gauche, les aménagements situés près du Stade de France. Ils ont été inaugurés lors de la fête nautique Seine Commune 2006.

### Points d'intérêt
Le canal Saint-Denis est situé à proximité immédiate de nombreux points d'intérêt : 
- Parc de la Villette[19] ;
- Cité des sciences et de l'industrie[20] ;
- Cité de la musique - Philharmonie de Paris[21] ;
- Théâtre équestre Zingaro ;
- Académie Fratellini ;
- Basilique Saint-Denis ;
- Musée d'Art et d'Histoire Paul-Éluard, dans les bâtiments de l'ancien Carmel royal de Saint-Denis ;
- Stade de France ;
- Maison d'éducation de la Légion d'honneur, dans les bâtiments de l'ancienne abbaye royale de Saint-Denis ;

La Street Art Avenue a été mise en place en 2016 et s’enrichit chaque année d’œuvres de street art le long du canal sur 5km.